# Paraspadella gotoi
Paraspadella gotoi är en djurart som tillhör fylumet pilmaskar, och som först beskrevs av Casanova 1990.  Paraspadella gotoi ingår i släktet Paraspadella och familjen Spadellidae. Inga underarter finns listade i Catalogue of Life.